# العنصرية في الاتحاد السوفيتي

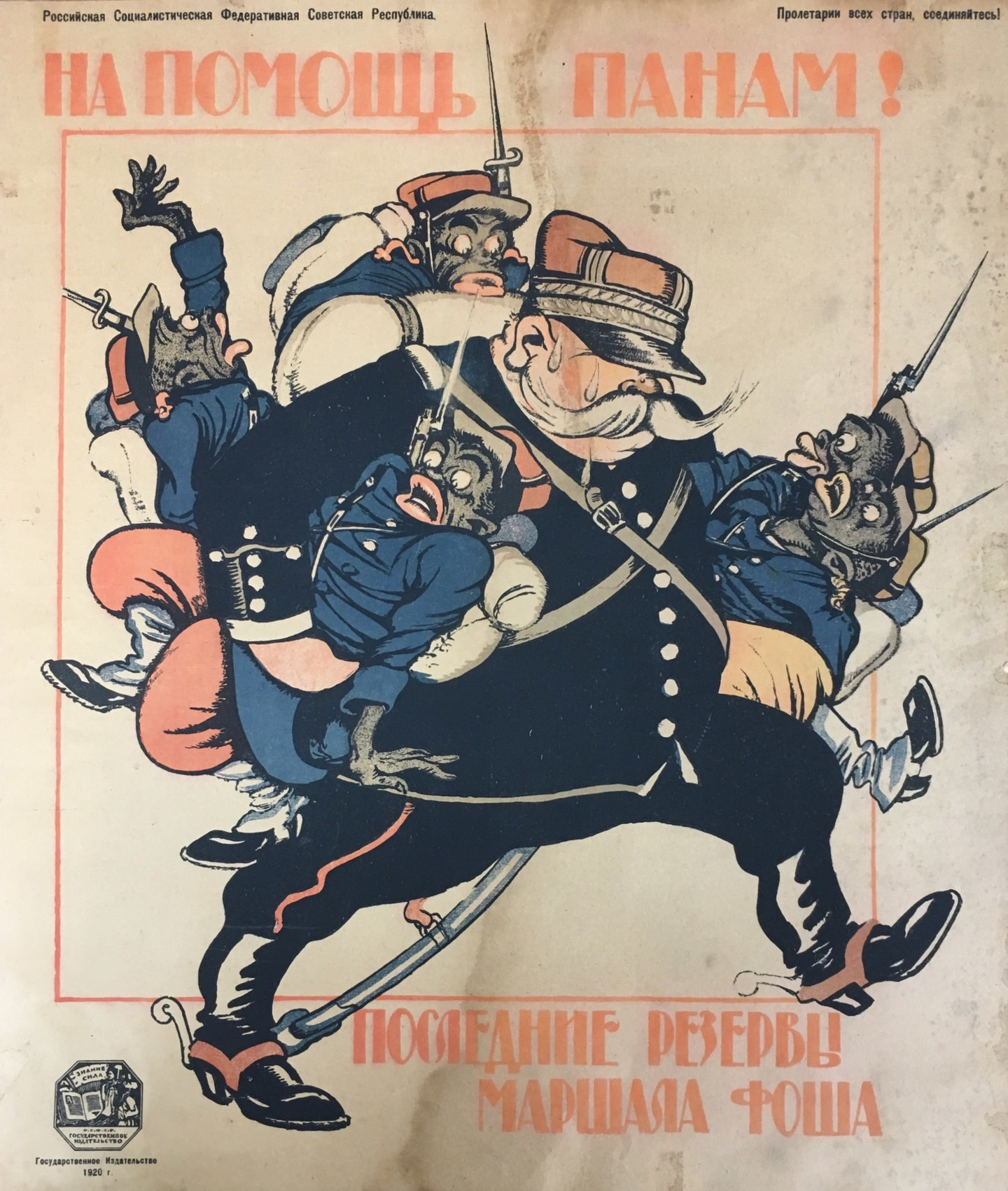
ملصق سوفيتي، 1920
ساعدوا السادة! آخر احتياطيات المارشال فوش

أدان القادة السوفييت والسلطات السوفييتية القومية رسميًا وتبنوا الأممية، التي تشمل حق الأمم والشعوب في تقرير المصير. في حين أن الاتحاد السوفيتي لم يمارس «السياسة العنصرية» وكان داعمًا لتقرير المصير وحقوق العديد من الأقليات والشعوب المستعمرة، فقد همش بشكل كبير بعض الجماعات الإثنية التي صُنفت على أنها «عدو للشعب»، ودفع إلى دمجهم، وشجع أنشطة القومية الروسية الشوفينية، والاستعمار الاستيطاني في أراضيهم، في تناقض صارخ مع السياسات اللينينية السابقة. بينما دعم لينين سياسات التوحيد ونفذها، عَكَس ستالين الكثير من السياسات الدولية السابقة لسلفه، فوافق على أوامر بنفي مجموعات إثنية ولغوية متعددة مميزة وصفت بأنها «خونة»، بما في ذلك البلقار، وتتار القرم، والشيشان، والإنغوش، والقراشاي، والكالميكس، والكوريون، والأتراك المسخيت، الذين رحلوا بشكل جماعي إلى سيبيريا وآسيا الوسطى وصنفوا قانونًا «مستوطنين خاصين»، ما يعني أنهم كانوا رسميًا مواطنين من الدرجة الثانية مع القليل من الحقوق وكانوا محصورين في محيط صغير. بعد وفاة ستالين، انتقد خروشوف عمليات الترحيل على أساس الإثنية في مقطع سري من تقريره إلى المؤتمر العشرين للحزب الشيوعي للاتحاد السوفيتي، واصفًا إياها «بالأعمال الوحشية» و«الانتهاكات الفظة للمبادئ اللينينية الأساسية لسياسة الجنسية للدولة السوفيتية». بعد ذلك بوقت قصير في منتصف إلى أواخر الخمسينيات من القرن العشرين، أعيد اعتبار معظم الشعوب المرحّلة بالكامل، بعد أن سُمح لهم بحق العودة الكامل وأعيدت جمهورياتهم الوطنية -باستثناء الكوريين، وتتار القرم، والأتراك المسخيت، الذين لم يُسمح لهم بحق العودة وظلوا محتجزين في آسيا الوسطى. واتخذت الحكومة في وقت لاحق مجموعة متنوعة من التدابير لمنع هؤلاء الأشخاص المبعدين من العودة إلى قراهم الأصلية، تتراوح بين رفض منح تصاريح إقامة لأشخاص ينتمون إلى مجموعات إثنية معينة في مناطق محددة، مع الإشارة إلى الناس بأسماء إثنية غير صحيحة لتقليل الروابط مع وطنهم (على سبيل المثال: «التتار الذين كانوا يقيمون سابقًا في القرم» بدلاً من «تتار القرم») واعتقال المحتجين لطلبهم العودة إلى السياسات اللينينية مع حق العودة، ونشر دعاية عنصرية تشوه صورة الأقليات الإثنية.

## أوروبا الشرقية

### تتار القرم
أمر ستالين بالترحيل القسري لتتار القرم من شبه جزيرة القرم في عام 1944، وشكل شكلًا من أشكال التطهير العرقي للمنطقة كعقاب جماعي على التعاون المزعوم مع نظام الاحتلال النازي في مقاطعة توريدا الفرعية خلال الفترة 1942-1943. رُحل أكثر من 230,000 شخص، معظمهم إلى جمهورية أوزبكستان الاشتراكية السوفيتية. وشمل ذلك جميع السكان الإثنين من تتار القرم، في ذلك الوقت نحو خُمس إجمالي سكان شبه جزيرة القرم، وطُبق على غير السلاف الآخرين في القرم بما في ذلك الإثنية اليونانية والبلغارية. توفي عدد كبير من المرحلين (أكثر من 100,000 وفقًا لمسح أجراه نشطاء تتار القرم في الستينيات) من الجوع أو المرض كنتيجة مباشرة للترحيل. اعتبر التطهير العرقي من قبل الحكومة الروسية والإبادة الجماعية من قبل أوكرانيا حالة غير قانونية. أثناء الترحيل وبعده، أرسلت الحكومة السوفيتية متحدثين باسمها لنشر دعاية مناهضة للتتار في جميع أنحاء وجهات الترحيل وشبه جزيرة القرم، للتشهير بهم على أنهم لصوص ووصفتهم بالبرابرة، وذهبت إلى حد عقد مؤتمر مخصص لتذكر «الكفاح ضد التتار القوميين البرجوازيين». في دعاية الدولة الرسمية صُور شعب تتار القرم على أنهم «مغول» وهو تصور لا علاقة له تاريخيًا بشبه جزيرة القرم، وأصبح جانبًا مهمًا من محاولات إضفاء الشرعية على ترحيل تتار القرم والاستعمار الاستيطاني السلافي لشبه الجزيرة. في حين سُمح لمعظم المجموعات الإثنية المُرحَّلة بالعودة إلى أوطانهم في الخمسينيات من القرن العشرين، أُجبرت الغالبية العظمى من تتار القرم على البقاء في المنفى بموجب نظام تسجيل الأسرة المعيشية حتى عام 1989. وخلال تلك الفترة، شُجع السلافيين من أوكرانيا وروسيا على إعادة سكان شبه الجزيرة القرم، وأعطيت الغالبية العظمى من الأسماء الجغرافية التي تحمل أسماء تتار القرم أسماء سلافية في حملة إزالة التتار من القرم اللاحقة.

### القوزاق
شن الاتحاد السوفيتي حملة لإزالة القوزاق لإنهاء وجودهم، وهم مجموعة اجتماعية وإثنية في روسيا. يصف العديد من المؤلفين عملية إزالة القوزاق بالإبادة الجماعية.

### بولندي
بعد مسرح الحرب البولندية السوفيتية في الحرب الأهلية الروسية، تعرض البولنديون للاضطهاد من قبل الاتحاد السوفيتي. في عام 1937 أصدرت مفوضية الشعب للشؤون الداخلية الأمر رقم 00485 وهو بداية القمع البولندي. وهدف الأمر إلى اعتقال «جميع البولنديين على الإطلاق» وأكد أنه «ينبغي تدمير البولنديين بالكامل». وأوضح آرون بوستل، عضو مفوضية الشعب للشؤون الداخلية عن منطقة موسكو، أنه على الرغم من عدم وجود اقتباس حرفي لكلمة «جميع البولنديين» في الأمر الفعلي، لكن منفذي الأمر فسروه تمامًا بهذه الطريقة.  بموجب الوثائق السوفيتية الرسمية، حُكم على نحو 139,815 شخصًا بالبقاء تحت إشراف العملية المناهضة لبولندا التابعة لمفوضية الشعب للشؤون الداخلية، وأدانوهم دون محاكمة قضائية من أي نوع، بما في ذلك 111,071 حُكم عليهم بالإعدام وأعدِموا خلال وقت قصير.
وكانت العملية مجرد ذروة في اضطهاد البولنديين، الذي امتد لأكثر من عقد من الزمن. وتشير الإحصاءات السوفيتية إلى انخفاض عدد البولنديين الإثنين في الاتحاد السوفيتي بمقدار 165,000 في تلك الفترة. «تشير التقديرات إلى أن الخسائر البولندية في جمهورية أوكرانيا الاشتراكية السوفيتية كانت نحو 30%، بينما في جمهورية بيلاروس الاشتراكية السوفيتية... أبيدت الأقلية البولندية بالكامل تقريبًا». يؤكد المؤرخ مايكل إلمان أن «العمليات الوطنية»، ولا سيما «العملية البولندية»، قد تشكل إبادة جماعية بحسب تعريفها في اتفاقية الأمم المتحدة. ويشاركه في رأيه سيمون سباغ مونتيفيوري، الذي وصف العملية البولندية لمفوضية الشعب للشؤون الداخلية بأنها «إبادة جماعية صغيرة». يشير أيضًا الكاتب والمعلق البولندي، الدكتور توماش سومر، إلى العملية باعتبارها إبادة جماعية، إلى جانب بروفانس ماريك يان خوداكيفيتش، من بين آخرين.
بعد الغزو السوفيتي لبولندا في عام 1939، بدأ الاتحاد السوفيتي في قمع مؤسسات الحكومة البولندية السابقة، على الرغم من أن هذا القمع لم يكن عنصريًا بشكل صريح، لكن الحكومة السوفيتية الجديدة شرعت الكراهية العرقية. استغل السوفييت التوترات العرقية السابقة بين البولنديين والجماعات الإثنية الأخرى التي تعيش في بولندا؛ وحرضوا وشجعوا العنف ضد البولنديين، مشيرين إلى أن الأقليات يمكنها «تدارك الأخطاء التي عانوا منها خلال عشرين عامًا من الحكم البولندي». وصورت بولندا قبل الحرب على أنها دولة رأسمالية تقوم على استغلال الشعب العامل والأقليات الإثنية. ادعت المنشورات السوفيتية أن المعاملة غير العادلة لغير البولنديين من قبل الجمهورية البولندية الثانية تبرر تجزئتها.

## القوقازيون

### شعوب ناخ
اضطهِدت مجموعتان إثنيتان في عهد ستالين هما الشيشان والإنغوش. اتهمت وسائل الإعلام السوفيتية المجموعتين الإثنيتين بأن لديهما ثقافات لا تتلاءم مع الثقافة السوفيتية -مثل اتهام الشيشان بالارتباط «باللصوصية»- وادعت السلطات أن الاتحاد السوفيتي كان عليه التدخل من أجل «إعادة تشكيل» و«إصلاح» هذه الثقافات. عمليًا، كان هذا يعني تنفيذ عمليات عقابية مدججة بالسلاح ضد «اللصوص» الشيشان الذين فشلوا في تحقيق الدمج القسري، وبلغت عملية التطهير العرقي ذروتها في عام 1944، والتي تضمنت اعتقال وترحيل أكثر من 500,000 شيشاني وإنغوشي من القوقاز إلى آسيا الوسطى و جمهورية كازاخستان الاشتراكية السوفيتية. تضمنت عمليات ترحيل الشيشان والإنغوش أيضًا مذبحة سافرة لآلاف الأشخاص، ووضع المُرحلين في ظروف قاسية –وضعِوا في عربات قطار غير مغلقة، مع القليل من الطعام أو دون طعام لمدة أربعة أسابيع، مات خلالها الكثير من الجوع والإرهاق. وهم، شأنهم شأن جميع الشعوب الأخرى المُرحلة، يخضعون لنظام المستوطنين الخاص بهم عند وصولهم، ما يقلل كثيرًا من حقوقهم ويجعلهم مواطنين من الدرجة الثانية. بالإضافة إلى القيود الشديدة المفروضة على وضع المستوطنين الخاص، فقد استهدِفوا بالمذابح في المنفى؛ على الرغم من إعادة تأهيلهم والسماح لهم بحق العودة الكامل في الخمسينيات من القرن العشرين، لكنهم ما زالوا يواجهون تمييزًا شديدًا بوصفهم «شعبًا معاديًا» وأنهم كانوا سابقًا مستوطنين خاصين. تشمل الحالات الشهيرة للتمييز محاولة لياليا ناسوخانوفا (أول امرأة شيشانية تصبح طيارًا) الانضمام إلى برنامج رواد الفضاء -ولكنها رُفضت في كل مرة قدمت فيها الطلب لأنها كانت شيشانية.